# Misha Ge
Misha Ge (nacido el 17 de mayo de 1991) es un patinador artístico sobre hielo y coreógrafo uzbeko. Ganador de bronce del Internationaux de France de 2017, además ha ganado 9 medallas de torneos internacionales y cuatro títulos nacionales en su país, Uzbekistán. Compitió en los Juegos Olímpicos de invierno Sochi 2014.

## Carrera

### Primeros pasos
Nació en Moscú, a la edad de 10 años se mudó a China, donde sus padres fueron sus entrenadores. Entrenó en locaciones como Hong Kong, Taiwán y Estados Unidos. Tomó cursos de coreografía en la Academia de Danza de Pekín y la Academia de Danza de Hollywood. A los 10 años, en China, comenzó a tomarse en serio el patinaje artístico sobre hielo, se mudó a Estados Unidos para continuar entrenando y desde 2010 representa a Uzbekistán en las competiciones internacionales.

### Trayectoria

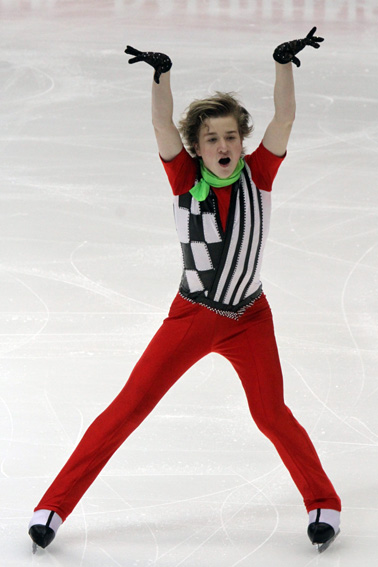
Misha Ge participando en el Torneo de los Cuatro Continentes de 2011.

Finalizó sexto lugar en los Juegos de invierno de Asia de 2011 y en el lugar 12 del Torneo de los Cuatro Continentes del mismo año. Ganó la medalla de plata en el Trofeo de Asia, el Ice Challenge y la Copa de Estambul, todas competiciones de la temporada 2011-2012. En el Torneo de los Cuatro Continentes de 2012 quedó en noveno lugar. Ocupó el lugar 16 del Campeonato Mundial de 2013, celebrado en Ontario. Sus resultados le ayudaron a clasificar a los Juegos Olímpicos de invierno de 2014. Desde 2013 entrenó en Pekín. En otoño de 2013 fue asignado a la Copa Rostelecom de 2013, un evento de Grand Prix.
Quedó en quinto lugar en la Copa de China y la Copa Rostelecom de 2014. Se hizo con la posición número 8 en el Cuatro Continentes de Seúl en 2015 y obtuvo el sexto lugar en el Campeonato Mundial de 2015 en Shanghái. Fue asignado a dos eventos de Grand Prix en la temporada 2015-2016, no pudo asistir al Trofeo Éric Bompard y terminó con un octavo lugar en la Copa de China. En un evento de la ISU, la Copa CS Denkova-Staviski, ganó la medalla de oro. En la temporada 2016-2017 compitió con un tobillo lesionado, en marzo de 2017 anunció que se retira del patinaje competitivo al finalizar la temporada.

### Como coreógrafo
Misha Ge ha elaborado programas de patinaje para él mismo y otros patinadores como:
- Artur Dmitriev
- Gracie Gold
- Alexander Petrov
- Anna Pogorílaya
- Yelena Radiónova
- Kevin Reynolds
- Elizaveta Tuktamysheva
- Elizabet Tursynbayeva
- Sergúei Vóronov
- Rika Hongo
- Yevguenia Medvédeva

### Programas
|           | Programa corto                                   | Programa libre                               | Exhibición                          |
| --------- | ------------------------------------------------ | -------------------------------------------- | ----------------------------------- |
| 2017-2018 | Ave María de Vladimir Vavilov                    | Méditation de Jules Massenet                 | Fifty Shades of Grey (banda sonora) |
| 2016-2017 | Liebesträume de Franz Liszt                      | El Cascanueces de Piotr Ilich Chaikovski     | Juicy Wiggle de Redfoo              |
| 2015-2016 | Concierto para piano n.º 2 de Serguéi Rajmáninov | Nocturne n.º 19 mi menor de Frédéric Chopin  | Historia de un Amor de Pérez Prado  |
| 2014-2015 | Ave María de Vladimir Vavilov                    | The Umbrellas of Cherbourg de Michel Legrand | Thinking Out Loud de Ed Sheeran     |
| 2013-2014 | Still Got the Blues de Gary Moore                | Neo Tango de Gotan Project                   | Gentleman de PSY                    |
| 2012-2013 | Farrucas de Pepe Romero                          | Charlie Chaplin feat. Hip Hop                | Gangnam Style de PSY                |

### Detalle de resultados
| Temporada 2017-2018                     |                                             |                |                |           |
| Fecha                                   | Evento                                      | Programa corto | Programa libre | Total     |
| 17-19 de noviembre de 2017              | Internationaux de France 2017               | 6 85.41        | 3 172.93       | 3 258.34  |
| 20–22 de octubre de 2017                | Copa Rostelecom 2017                        | 5 85.02        | 4 170.31       | 4 255.33  |
| 20-23 de septiembre de 2017             | Torneo CS Autumn Classic International 2017 | 5 83.64        | 2 162.55       | 3 246.19  |
| Temporada 2016-2017                     |                                             |                |                |           |
| Fecha                                   | Evento                                      | Programa corto | Programa libre | Total     |
| 29 de marzo – 2 de abril de 2017        | Campeonato del Mundo 2017                   | 16 79.91       | 10 163.53      | 12 243.45 |
| 15–19 de febrero de 2017                | Campeonato de los Cuatro Continentes 2017   | 8 81.85        | 8 157.56       | 7 239.41  |
| 11–13 de noviembre de 2016              | Trofeo de Francia 2016                      | 8 72.49        | 6 156.57       | 7 229.06  |
| 28–30 de octubre de 2016                | Skate Canada International 2016             | 7 72.30        | 5 153.77       | 6 226.07  |
| 29 de septiembre – 1 de octubre de 2016 | Torneo CS Autumn Classic International 2016 | 2 79.52        | 3 151.03       | 2 230.55  |
| Temporada 2015-2016                     |                                             |                |                |           |
| Fecha                                   | Evento                                      | Programa corto | Programa libre | Total     |
| 28 de marzo – 3 de abril de 2016        | Campeonato del Mundo 2016                   | 15 77.43       | 14 146.10      | 15 223.53 |
| 6–8 de noviembre de 2015                | Copa de China 2015                          | 9 69.13        | 6 148.04       | 8 217.17  |
| Temporada 2014-2015                     |                                             |                |                |           |
| Fecha                                   | Evento                                      | Programa corto | Programa libre | Total     |
| 23–29 de marzo de 2015                  | Campeonato del Mundo 2015                   | 8 78.52        | 7 156.37       | 6 236.89  |
| 9–15 de febrero de 2015                 | Campeonato de los cuatro continentes 2014   | 7 82.25        | 9 143.95       | 8 226.20  |
| 14–16 de noviembre de 2014              | Copa Rostelecom 2014                        | 5 79.69        | 5 158.36       | 4 238.05  |
| 7–9 de noviembre de 2014                | Copa de China 2014                          | 7 69.46        | 3 149.82       | 5 219.28  |
| 9–12 de octubre de 2014                 | Trofeo CS Finlandia 2014                    | 4 64.96        | 4 138.55       | 4 203.51  |